# Palanquera
Una palanquera es un atrincheramiento de madera constituido por troncos escuadrados o rollizos, que, por regla general, se destinaba al flanqueo de ciertas obras de fortificación o de sus fosos. Se construía colocando verticalmente las maderas de modo que se unían perfectamente sin dejar hueco de ninguna clase. Para darles la debida solidez solían unirse en su extremo inferior por un grueso tronco enterrado, y de metro en metro se abría una aspillera a la altura conveniente, por medio de dos cortes practicados en dos pilotes contiguos (las maderas debían ser bastante gruesas para resistir los proyectiles de la infantería, y lo suficientemente altas para cubrir convenientemente a los defensores).
Sinónimo de palanquera podría ser la palabra palanca, que se define del siguiente modo: Fortín construido de estacas y tierra. Por lo regular es obra exterior para defender la campaña.